# Chylin (województwo wielkopolskie)
Chylin – wieś w Polsce położona w województwie wielkopolskim, w powiecie tureckim, w gminie Władysławów. W 2021 roku liczyła 720 mieszkańców.
W latach 1975–1998 miejscowość administracyjnie należała do województwa konińskiego. We wsi znajduje się zabytkowy pałac otoczony przez park. Posiadłość jest obecnie w dzierżawie w rękach prywatnych. 
W miejscowości funkcjonuje szkoła podstawowa, do której uczęszcza młodzież z okolicznych wiosek. W pobliżu szkoły znajduje się budynek ochotniczej straży pożarnej. 